# Przeprowadzka (album)
Przeprowadzka – album Czesława Niemena wydany w roku 1982 na kasecie magnetofonowej, nakładem wydawnictwa Rogot. Jest to zapis muzyki z filmów dla dzieci w reżyserii Janusza Łęskiego (Rodzina Leśniewskich, Kłusownik / Na tropach Bartka, Przygrywka).

## Lista utworów
Strona A
1. „Temat rodzinny”
2. „Wszystkim ludziom co do pracy spieszą”
3. „Bąble”
4. „Kwiaty dla mamy cz. I i II”
5. „Dobranoc”
6. „Rozmowy”
7. „Bąble w ZOO”
8. „Koledzy – rywale”
9. „Zaloty”
10. „Bieg z przeszkodami”
11. „Slalom”
12. „Zachwyt”
13. „Marzenie”

Strona B
1. „Przed Wigilią”
2. „Kolęda rodzinna”
3. „Bąble w cyrku”
4. „Piękna woltyżerka”
5. „Witaj przygodo zielona”
6. „Dom cz. I i II”
7. „Mały włóczęga”
8. „Stare ścieżki”
9. „Nieznajomy młokos”
10. „Ucieczka w nieznane”
11. „Przygrywka”

## Twórcy
- Czesław Niemen – instrumenty klawiszowe, śpiew (18)
- Chór dziecięcy pod kier. W. Seredyńskiego – śpiew (2, 15)
- Gawęda pod kier. A. Kieruzalskiego – śpiew (24)